# SG-43 Goryunov
La SG-43 Goryunov è una mitragliatrice media sovietica.
Camerata in 7,62 × 54 mm R, fu introdotta nel 1943 per sostituire la vecchia PM M1910; poteva essere montata su affusto ruotato, treppiede o su veicoli. Dopo la seconda guerra mondiale fu migliorata e rinominata SGM ("M" per modernizzato), fu sviluppata anche una variante da montare su carri armati, chiamata SGMT. La SG-43/SGM fu abbondantemente esportata, o prodotta in loco, in Cina ed altri paesi. In servizio sovietico, fu sostituita negli anni '60 dalle mitragliatrici RPK e PK, a causa del cambio di rotta nelle scelte tattiche sovietiche verso l'adozione della mitragliatrice ad uso generalizzato.

## Utilizzatori
- Albania PSRA Armata Popolare
- Cina[3]
- Cipro
- Egitto - costruito su licenza[4]
- Finlandia - usata durante la seconda guerra mondiale in piccoli numeri[5]
- Repubblica Popolare d'Ungheria - SG-43 e la variante KGK[6]
- Mongolia Armata Popolare Mongola
- Corea del Nord durante la guerra di Corea .[2]
- Unione Sovietica[3]